# Riposo durante la fuga in Egitto (Caravaggio)
Riposo durante la fuga in Egitto è un dipinto realizzato nel 1597 dal pittore italiano Caravaggio. È conservato nella Galleria Doria Pamphilj di Roma. Il dipinto è un cosiddetto "quadro da stanza", cioè un'opera realizzata per essere posta a ornamento di una dimora privata.

## Storia
Secondo Giulio Mancini, che redasse una biografia di Caravaggio (rimasta a lungo inedita) dieci anni dopo la morte del pittore, una "Madonna che va in Egitto" fu commissionata da monsignor Fantino Petrignani, che abitava nella parrocchia di San Salvatore in Lauro a Roma e presso il quale Caravaggio ricevette "la comodità di una stanza" all'inizio del 1594, dopo aver abbandonato la bottega del Cavalier Cesare d'Arpino. 
Tale informazione, però, non ha convinto unanimemente gli studiosi: vista l'importanza data al tema della musica, Maurizio Calvesi ha ipotizzato che l'opera sia stata commissionata da ambienti legati agli Oratoriani. Altri studiosi, invece, ipotizzano che il dipinto sia frutto della committenza del cardinal Pietro Aldobrandini (nipote di papa Clemente VIII) il quale si dilettava di musica. Tuttavia, nell'Inventario dei dipinti del Cardinal Pietro - redatto nel 1603 da Monsignor Girolamo Agucchi - non vi è traccia dell'opera del Caravaggio. Secondo la recente ricerca di Lothar Sickel, il Riposo apparteneva a Girolamo Vittrici, cognato di Prospero Orsi, amico del Caravaggio; dopo la morte di Girolamo, la sorella Caterina lo vendette a Camillo Pamphilj. È certo, comunque, che il dipinto divenne proprietà di Olimpia Aldobrandini Principessa di Rossano (nipote di Pietro Aldobrandini e sposa - in seconde nozze - di Camillo Pamphilj nel 1647) solo più tardi, dopo la morte di Caravaggio. Da allora il dipinto appartiene alla famiglia Pamphilj, che lo mantiene esposto nella propria Galleria.

## Descrizione e stile

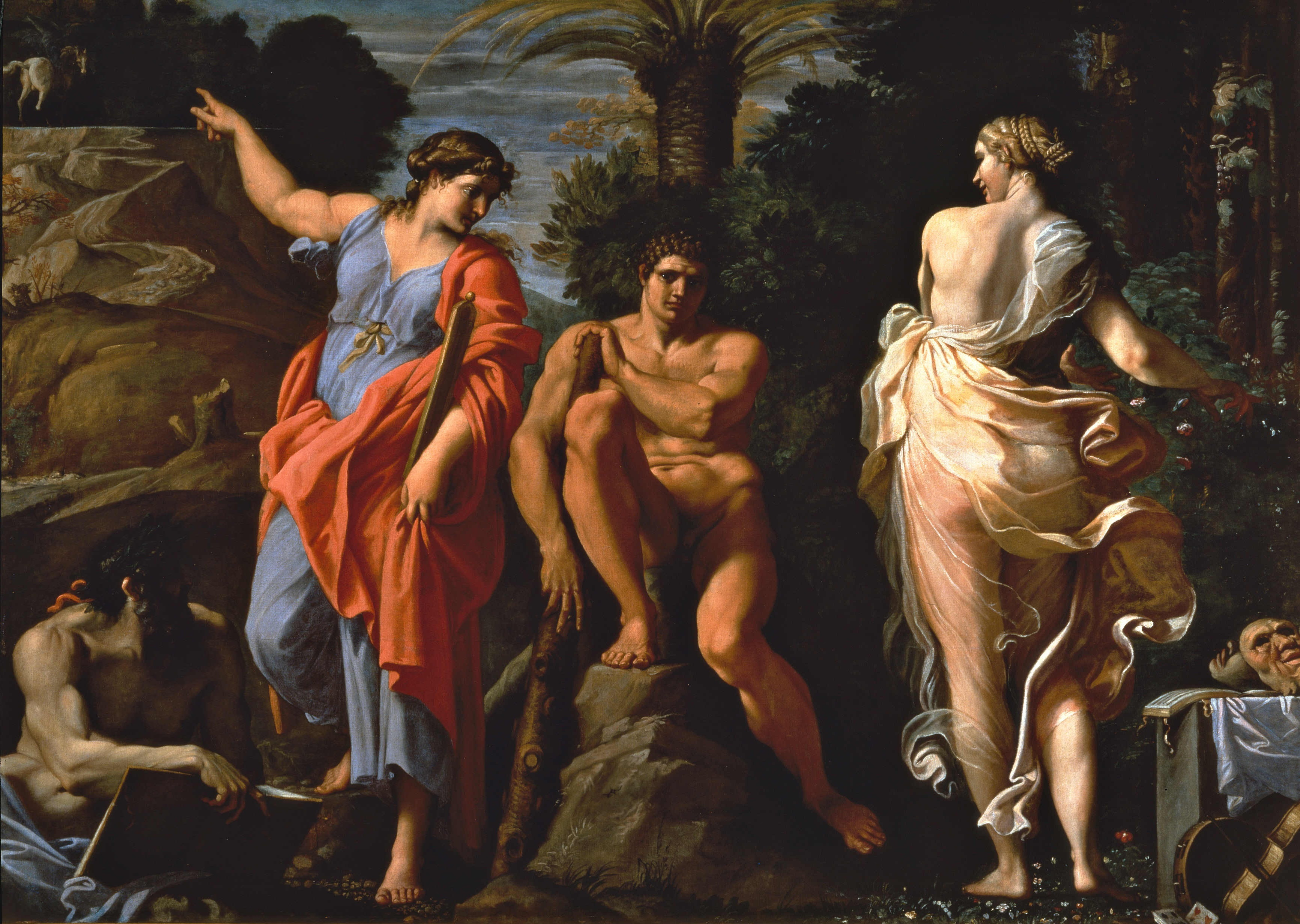
Annibale Carracci, Ercole al bivio, 1595 ca., Napoli, Museo nazionale di Capodimonte

Il colorismo e i molti brani di natura morta presenti in questo dipinto, realizzati con estrema verosimiglianza, dimostrano l'adesione del giovane Caravaggio alla cultura pittorica lombardo-veneta. Si vede, ad esempio, il mirabile paesaggio sullo sfondo (unicum nella pittura caravaggesca insieme a quello del Sacrificio di Isacco della Galleria degli Uffizi di Firenze), la cui trattazione (il cielo cupo, nuvoloso e carico di pioggia) ricorda la Tempesta di Giorgione, pur raffigurando - secondo Maurizio Marini - uno scorcio della campagna sulle rive del Tevere.
Nel dipinto di Caravaggio, la natura e il paesaggio svolgono un ruolo simbolico di rilievo: gli elementi naturali, accanto all'anziano Giuseppe, rimandano all'aridità e alla siccità; mentre la natura ed il paesaggio sono più rigogliosi a destra, dove si trova la Vergine col Bambino. Ai piedi della Vergine, il pittore ha dipinto piante simboliche che alludono alla verginità di Maria (l'alloro), alla Passione (il cardo e la spina della rosa) e alla Resurrezione (il Tasso barbasso). Secondo Maurizio Calvesi, il pittore ha raffigurato - da sinistra a destra - un percorso di salvazione cristiana, dall'inanimato minerale (il sasso) all'animale (l'asino), all'essere umano (Giuseppe), passando per l'angelico (l'angelo violinista), sino alla meta finale: il divino (la Vergine che abbraccia il Bambino Gesù).
Di notevole bellezza è la postura dell'angelo musicista, forse ispirata all'allegoria del Vizio raffigurata nell'Ercole al Bivio che Annibale Carracci stava dipingendo per il Camerino di Odoardo Farnese (a Palazzo Farnese) proprio in quegli stessi anni (l'opera di Carracci è ora al Museo di Capodimonte). Analogamente all'angelo di Caravaggio, questa allegoria indossa una veste leggera che lascia intravedere le forme del corpo nudo. L'angelo è il perno della raffigurazione che divide in due parti distinte la scena: a sinistra il vecchio Giuseppe, seduto sulle sue masserizie e con i piedi nudi posati sul terreno scuro, che veglia - stanco - reggendo la partitura affinché l'angelo apparso possa leggere e suonare.
Secondo Maurizio Calvesi, l'intero dipinto si riferisce al Cantico dei Cantici: Giuseppe rappresenta la povertà e la semplicità dello sposo terreno; mentre, Maria Vergine, raffigurata con i capelli fulvi ("le chiome del tuo capo sono come porpora", Ct. 7:6), è - per la patristica - un riferimento simbolico alla futura passione di Cristo. La Vergine, addormentata, abbraccia e protegge teneramente il Figlio-Sposo celeste. Anche questo particolare richiamerebbe il Cantico dei Cantici: "Io dormo, ma il mio cuore veglia" (Ct. 5:2), e "Ponimi come un sigillo sopra il tuo cuore" (Ct. 8:6 ).
Recentemente, Herwarth Röttgen (noto studioso della grafica di Cavalier d'Arpino), ha individuato un disegno del Cesari per un Riposo nella fuga in Egitto in un gruppo di disegni di Giuseppe Cesari d'Arpino e conservati al British Museum. Il foglio raffigura la Vergine col capo piegato, come nel Riposo di Caravaggio, il quale potrebbe aver visto il disegno mentre si trovava nella Bottega del Cavaliere. Il volto di Maria Vergine è stato da alcuni identificato con quello della celebre cortigiana Fillide Melandroni, amica del Caravaggio, o con un'altra cortigiana, Anna Bianchini, che sembra abbia posato anche per la Maddalena penitente (Roma, Galleria Doria Pamphilj). Curiosamente, sia Maria Vergine che la Maddalena penitente hanno la stessa posa col capo ripiegato.

### Aspetti musicali
Nel 1983, Franca Camiz e Agostino Ziino hanno identificato la partitura dipinta da Caravaggio, la quale riproduce con estrema precisione un mottetto del compositore fiammingo Noel Bauldewijn (1480-1529), basato sul testo del Cantico dei Cantici e intitolato "Quam pulchra es". Il mottetto venne composto e pubblicato nel 1519, ma fu stampato a Roma solo nel 1526.
La partitura non riporta i versi del Cantico (salvo una Q e una L dell'incipit Quam pulchra), ma solo le note. Come si è detto poc'anzi, l'intero dipinto si riferisce al Cantico dei Cantici che, secondo l'interpretazione mariana data dalla Chiesa Cattolica, celebra l'amore mistico dello sposo (Cristo) per la sposa (la Vergine, la Chiesa). I versi del mottetto di Bauldewijn, ispirati al Cantico dei Cantici, sono i seguenti:
Il violino suonato dall'angelo è stato dipinto con una corda spezzata che starebbe ad indicare, simbolicamente, la precarietà e sterilità della vita umana (simboleggiata da Giuseppe) rispetto all'immortale rigogliosa vita celeste (simboleggiata dalla Vergine e il Bambino). Si tratta di un'allegoria comune nell'iconografia musicale rinascimentale, essa è infatti presente nella S. Cecilia di Raffaello, del 1515, alla Pinacoteca di Bologna, in cui sono raffigurati strumenti musicali rotti ai piedi della Santa.
I dipinti di Caravaggio a tema musicale furono spesso eseguiti su richiesta dei suoi colti committenti, appassionati di musica e della nuova moda del "recitar cantando", diffusa da Emilio de' Cavalieri nella fiorentina Camerata dei Bardi.